# GR 99
El GR 99 o Camí de l'Ebre és un sender de gran recorregut que surt de Fontibre i arriba fins a Riumar. El recorregut, des del naixement a la desembocadura, transcorre força paral·lel al riu i avança al llarg de set comunitats autònomes. Té més de 1200 km i està dividit en 42 etapes.
Com a sender de gran recorregut està balisat amb senyals roigs i blancs. Paral·lelament, disposa de la senyalització pròpia de la xarxa de camins naturals, amb pals i panells que permeten seguir l'itinerari i aporten informació del camí.
El GR 99 és el primer sender que forma part de la Xarxa d'Itineraris Naturals, dins el Programa de Camins Naturals que des de 2004 porta a terme el Ministeri de Medi Ambient i Medi Rural i Marí. Participen també en l'elaboració i execució del recorregut la Confederació Hidrogràfica de l'Ebre, la Federació Espanyola de Muntanya i Escalada, els governs i les federacions de muntanya de les set comunitats autònomes i nombrosos ajuntaments.
Al llarg del seu recorregut, l'Ebre travessa paisatges i entorns naturals molt diferents en funció dels tres trams fluvials: l'Alt Ebre, l'Ebre Mig i el Baix Ebre.

L'Alt Ebre, de Fontibre a Haro, és l'Ebre de les muntanyes i els congostos. Hi ha nuclis molt singulars i poc habitats. Destaquen les pastures i els conreus. Dominen els boscos de pins, roures i faigs.

L'Ebre Mig, entre Haro i Sástago, és l'Ebre dels meandres i dels boscos de ribera. És el tram amb més poc desnivell. Entre hortes i terres de cultiu, sobresurten les arbredes de pollancres. 

El Baix Ebre, de Sástago fins a Riumar, és l'Ebre de les illes, del delta i de la desembocadura. Hi ha paratges de gran interés natural i cultural. Passa per camins de sirga des d'on antigament els homes arrossegaven les barques.

## Recorregut

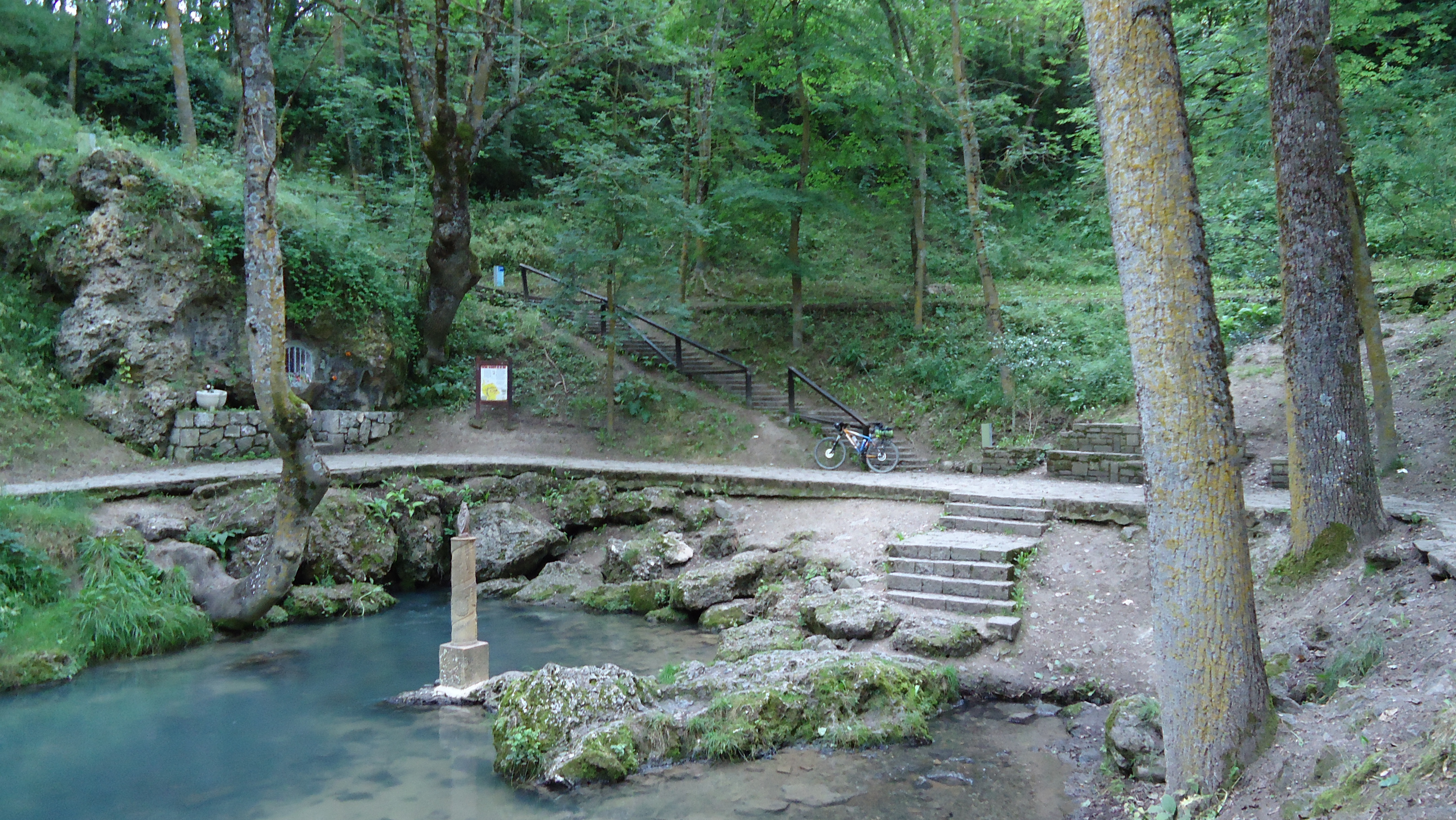
Naixement de l'Ebre
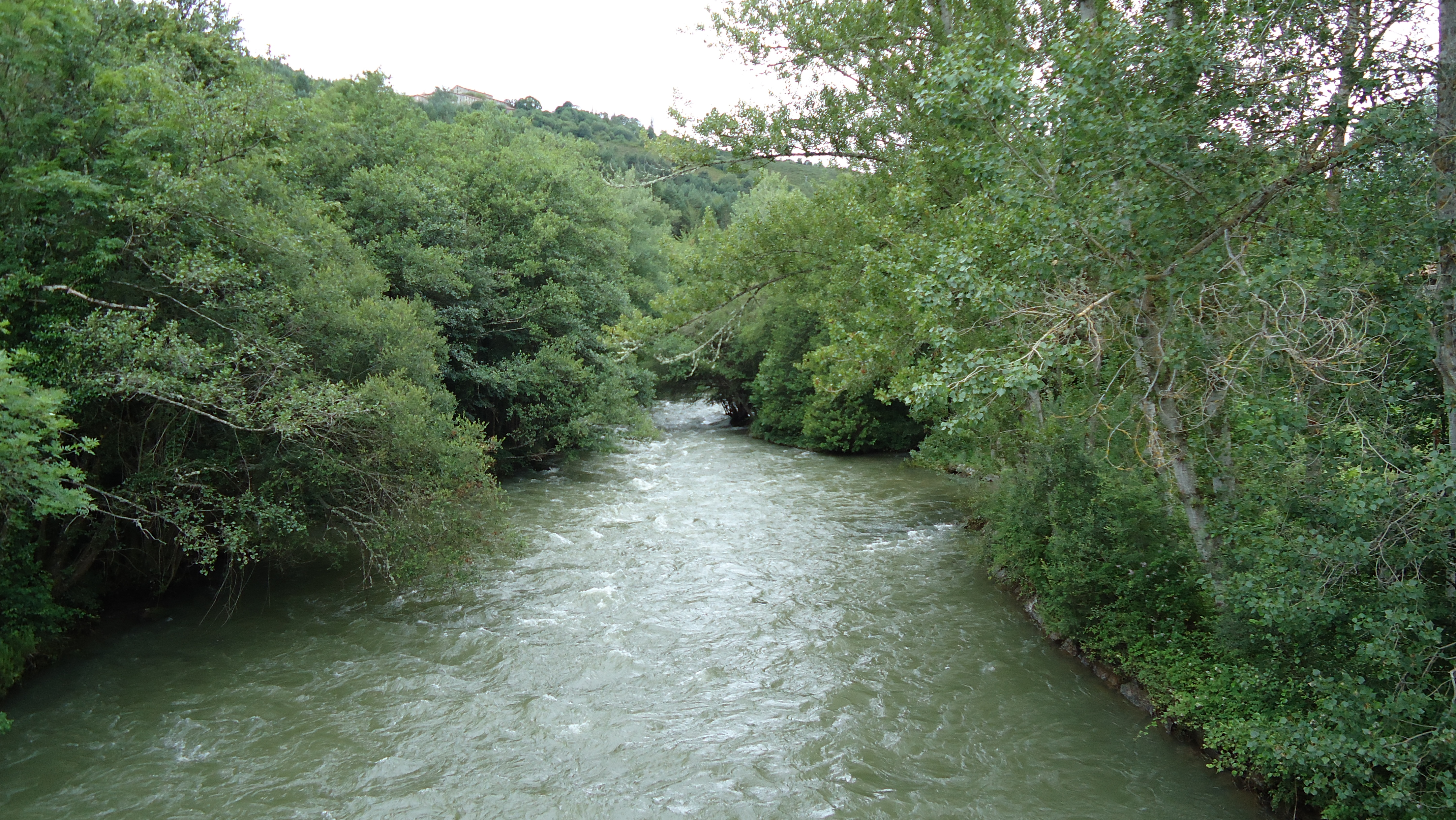
El GR 99 entre Arroyo i Bustasur
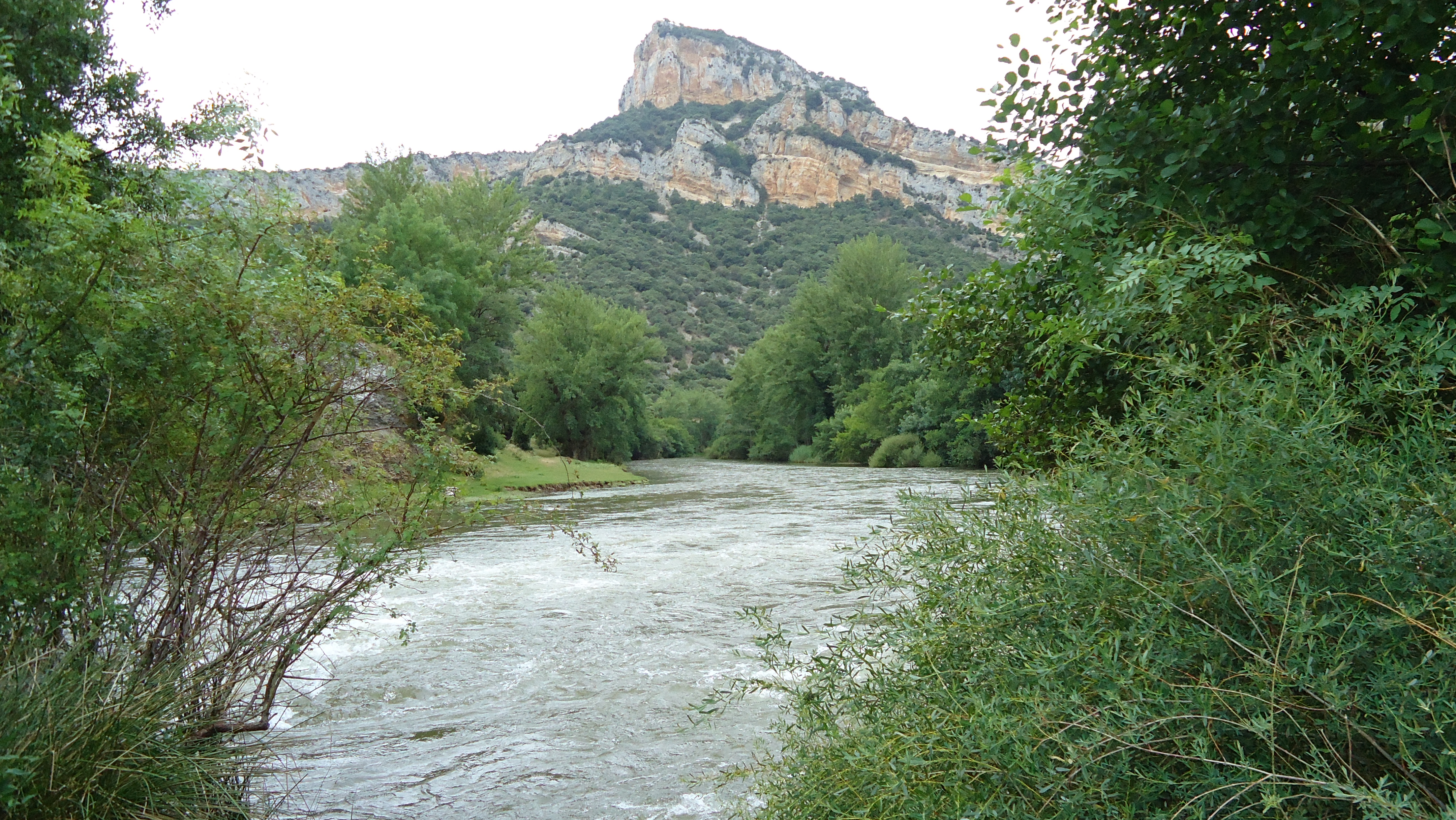
El GR 99 a prop de Tudanca
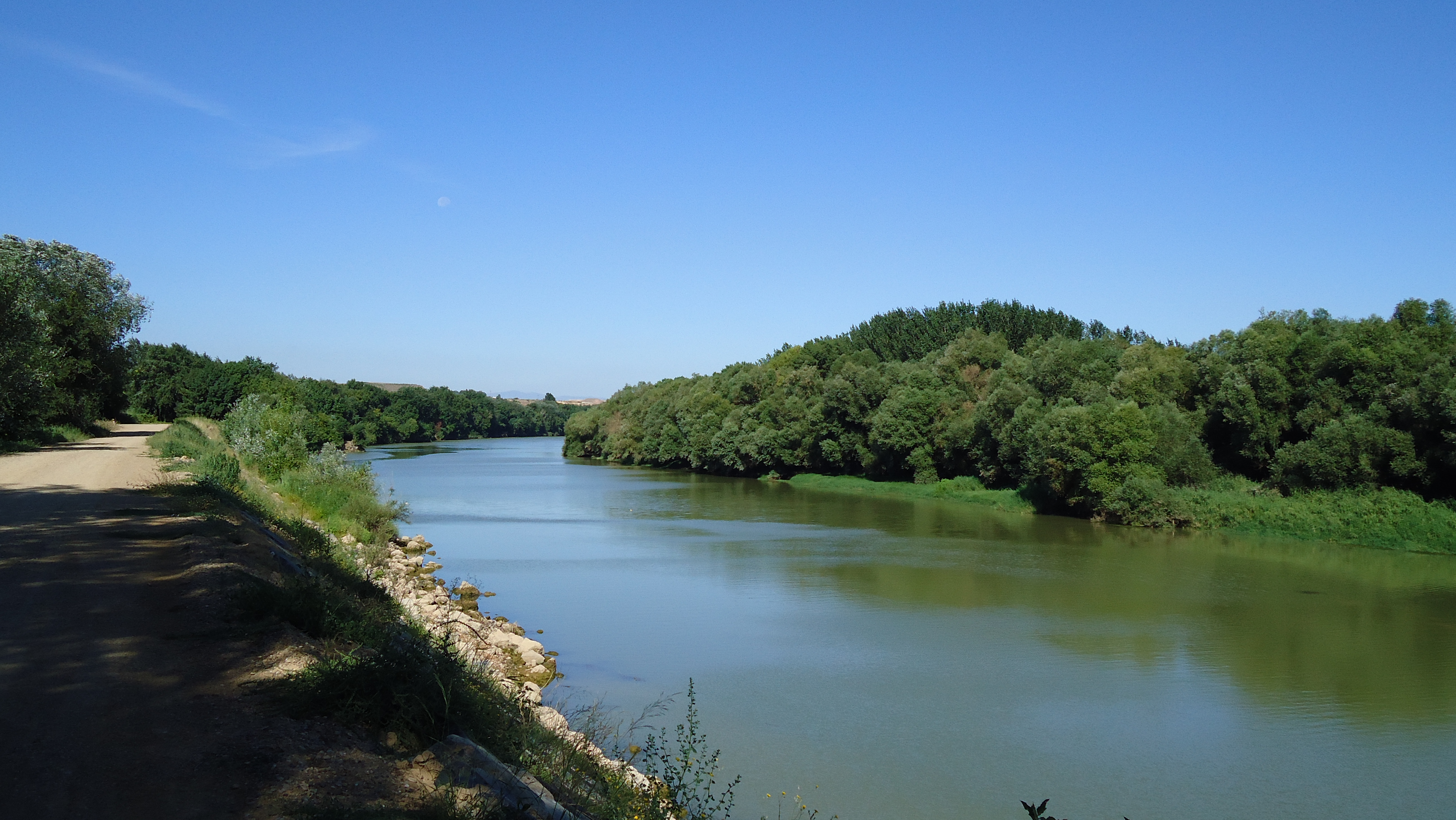
El GR 99 entre Tudela i Buñuel
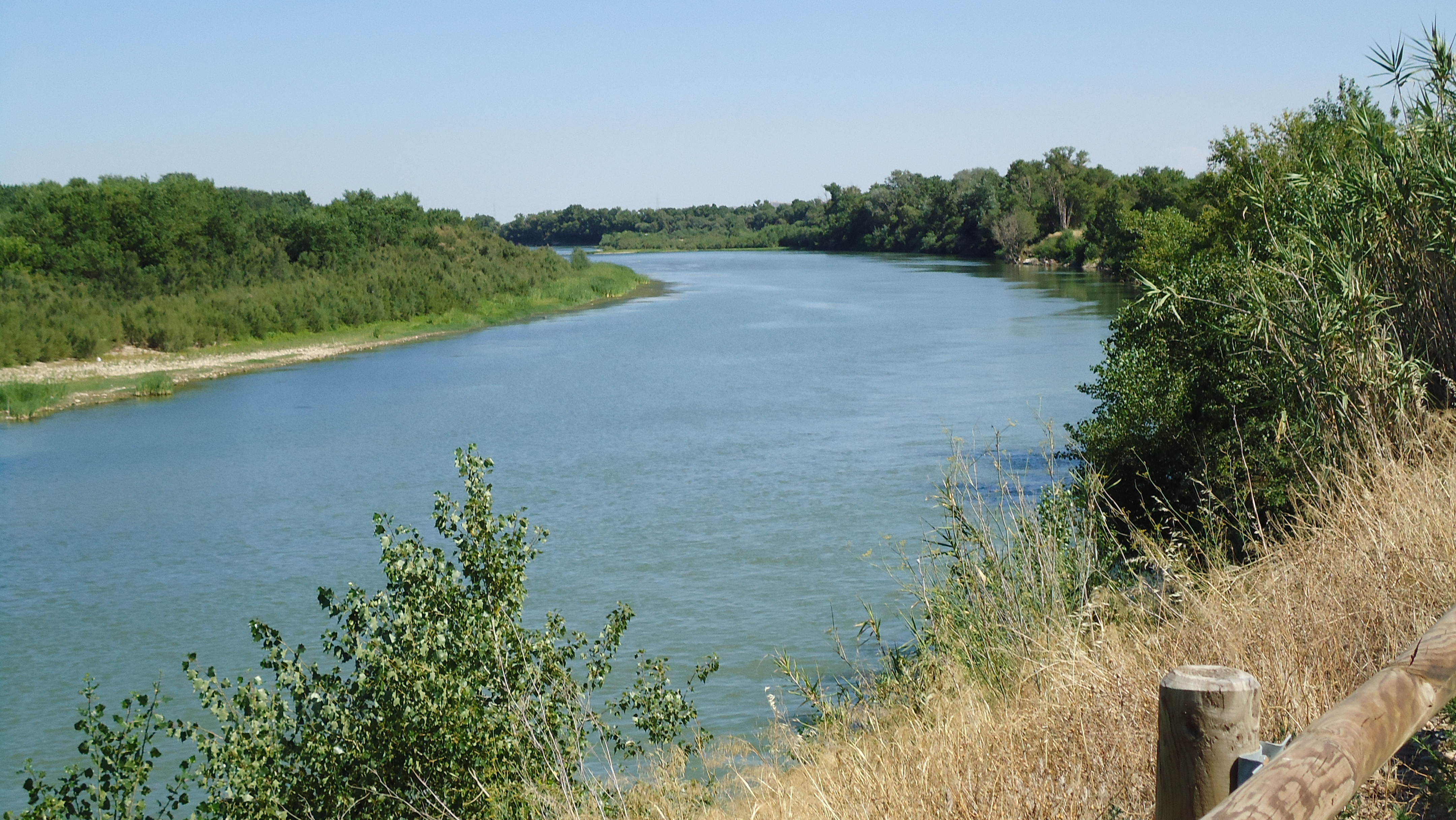
El GR 99 passat Zaragoza
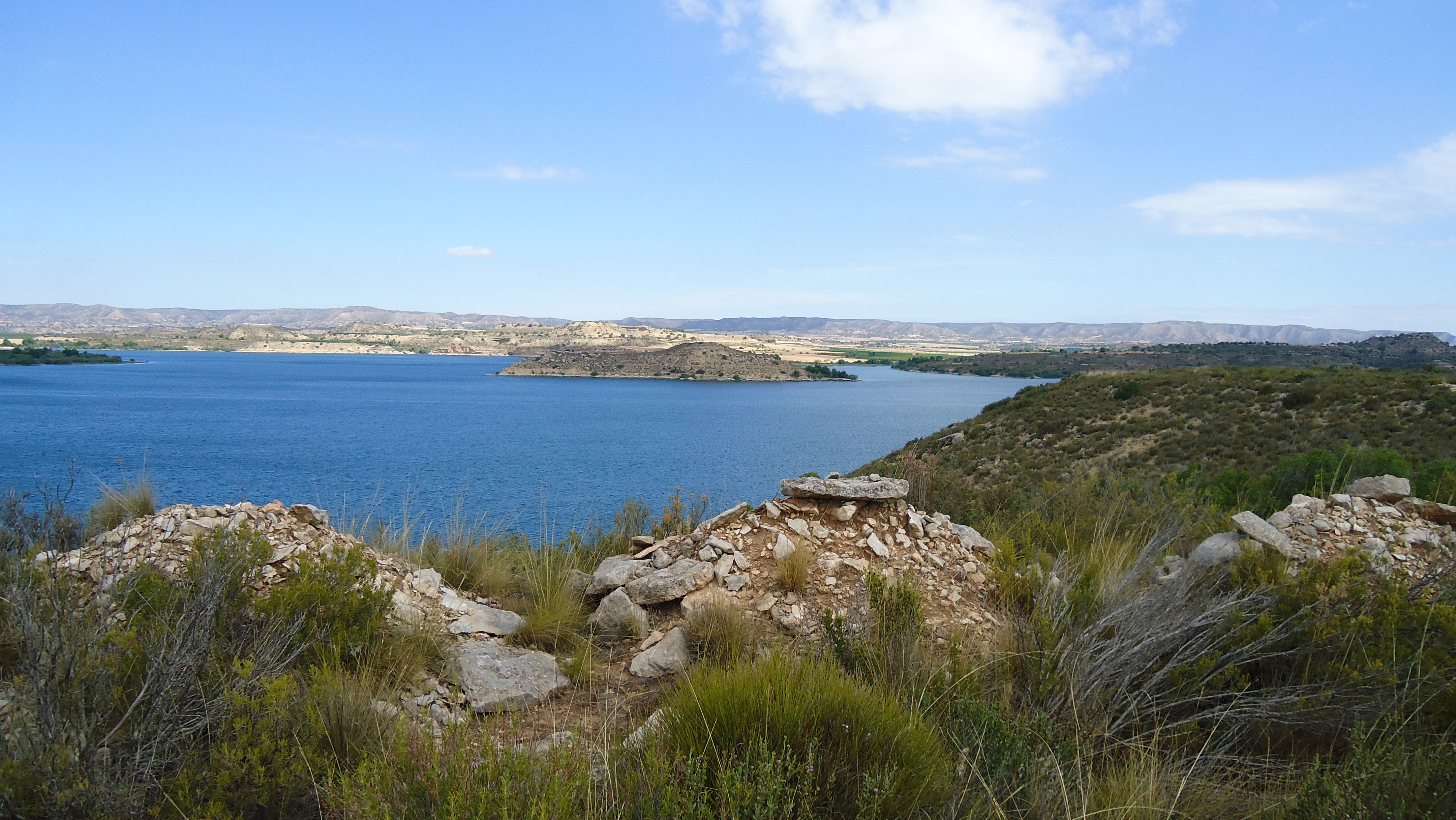
El GR 99 al seu pas pel pantà de Mequinensa
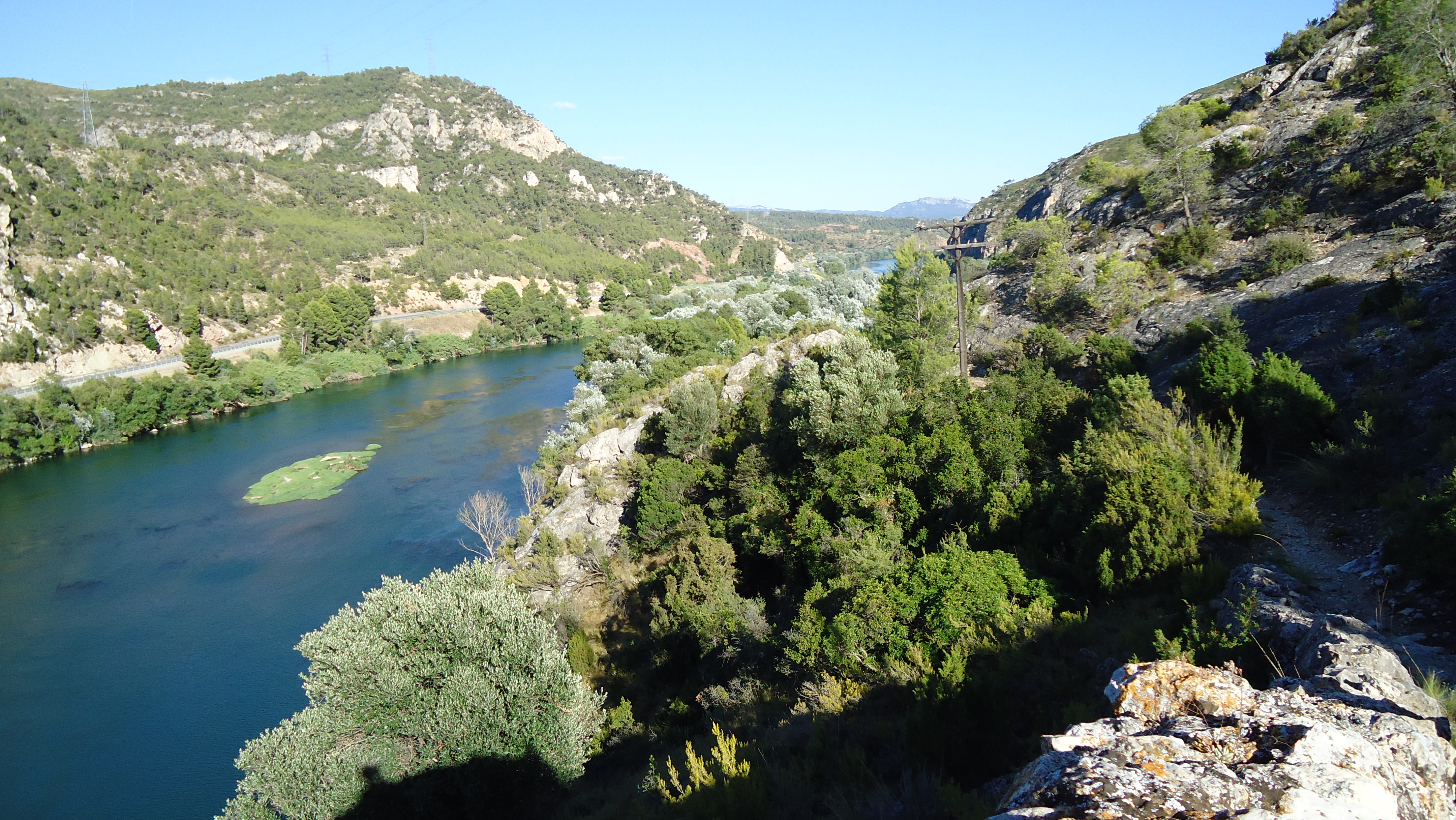
El GR 99 al Camí de Barbers
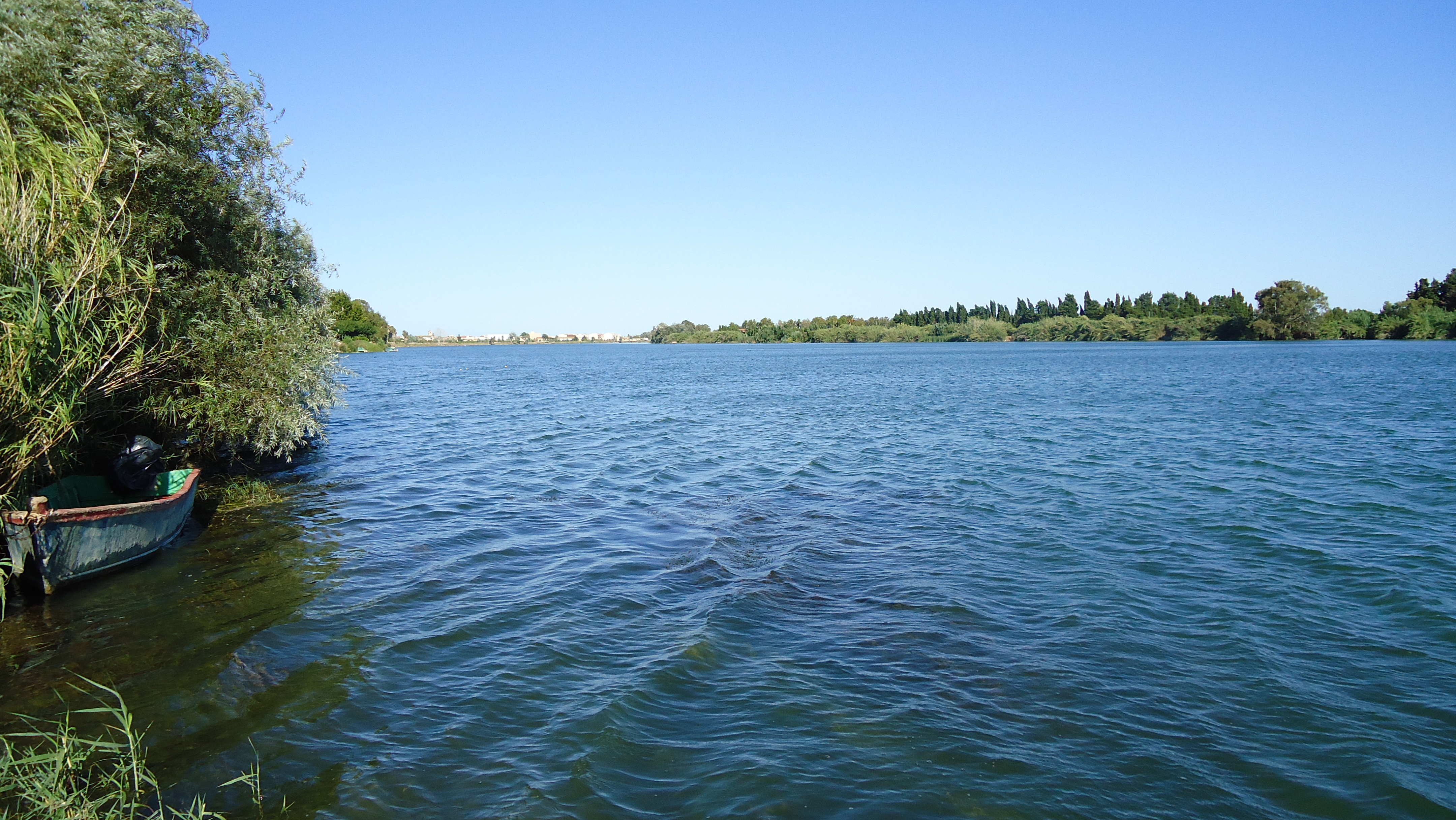
El GR 99 a la desembocadura de l'Ebre

### Cantabria
Fontibre - Salces - Nestares - Reinosa - Requejo - Bolmir - Retortillo - Arroyo - La Aguilera - Bustasur - Aldea de Ebro 

Ramal 1: Loma Somera - Aroco - Bárcena de Ebro - Otero del Monte - Cubillo de Ebro - Villanueva de la Nía - Cuillas del Valle - Olleros de Paredes Rubias - Sobrepenilla - Sobrepeña - Rebollar de Ebro - Polientes - Arenillas de Ebro - Villota de Elines 

Ramal 2: Mediadoro - La Serna (Valderredible) - Riopanero - Ruerrero - Santa María de Hito - Villaverde de Hito - Arroyuelos 

San Martín de Elines - Villaescusa de Ebro

### Castella i Lleó
Orbaneja del Castillo 

Ramal 1: Escalada - Quintanilla-Escalada - Valdelateja - Cortiguera 

Ramal 2: Turzo 

Pesquera de Ebro - Villanueva-Rampalay - Tubilleja - Tudanca de Ebro - Cidad de Ebro - Manzanedo - Remolino - Puente Arenas - Población de Valdivielso - Panizares - Hoz de Valdivielso - Tartalés de los Montes - Tartalés de Cilla - Traspaderne (bifurcació) - Cillaperlata - Quintanaseca - Frías - Montejo de San Miguel - Quintana Martín Galíndez - Pangusión - Barcina del Barco 

Ramal 1: Mijaralengua - San Martín de Don 

Ramal 2: Santa María de Garoña - Orbañanos - Tobalinilla

### País Basc
Sobrón - Baños de Sobrón - Villanueva-Soportilla - Puentelarrá 

Ramal 1: Guinicio - Montañana - Suzana - La Nave 

Ramal 2: Fontecha - Caicedo de Yuso - Leciñana del Camino - Saratsu - Comunión 

Miranda de Ebro (Castella i Lleó) 

Ramal 1 (Castella i Lleó): Ircio - Herrera

Ramal 2: Zambrana - Salinillas de Buradón - Briñas (La Rioja)

### La Rioja
Haro 

Ramal 1: Gimileo - Briones 

San Vicente de la Sonsierra

### País Basc
Baños de Ebro 

Ramal 1: Elciego - La Puebla de Labarca - Assa - Laserna - Oyón - Mendavia (Navarra) 

Ramal 2 (La Rioja): Cenicero - Fuenmayor - El Cortijo - Logronyo - Varea - Agoncillo - Arrúbal - Alcanadre

### Navarra
Lodosa - Sartaguda 

Ramal 1: San Adrián - Milagro 

Ramal 2 (La Rioja): Calahorra - Rincón de Soto 

Castejón de Ebro - Tudela - Buñuel

### L'Aragó
Gallur - Pradilla de Ebro - Luceni - Cabañas de Ebro - Alagó - Torres de Berrellén - Utebo - Monzalbarba - Juslibol - Saragossa - El Burgo de Ebro - Pina de Ebro 

Ramal 1: Gelsa 

Ramal 2: Quinto 

Velilla de Ebro - Alforque - Alborgue (bifurcació) - Sástago - Escatrón - Chiprana - Caspe - Mequinensa

### Catalunya
Amb un total de 133.98 km.
Almatret - Flix - Vinebre - Ascó - Móra d'Ebre - Benissanet - Miravet - Benifallet - Xerta - Aldover - Roquetes - Tortosa - Amposta - Deltebre - Riumar